# Supercopa Libertadores de 1995
A Supercopa Libertadores 1995 foi a oitava edição deste torneio de futebol que reunia os clubes campeões da Taça Libertadores da América. O campeão foi o Independiente, da Argentina, que na final venceu a equipe do Flamengo.

## Participantes
| Argentina          |                |                                                                      |
| Clube              | Cidade         | Classificação                                                        |
| ------------------ | -------------- | -------------------------------------------------------------------- |
| Argentinos Juniors | Buenos Aires   | Campeão da Libertadores de 1985                                      |
| Boca Juniors       | Buenos Aires   | Campeão da Libertadores de 1977 e 1978                               |
| Estudiantes        | La Plata       | Campeão da Libertadores de 1968, 1969 e 1970                         |
| Independiente      | Avellaneda     | Campeão da Libertadores de 1964, 1965, 1972, 1973, 1974, 1975 e 1984 |
| Racing             | Avellaneda     | Campeão da Libertadores de 1967                                      |
| River Plate        | Buenos Aires   | Campeão da Libertadores de 1986                                      |
| Vélez Sársfield    | Buenos Aires   | Campeão da Libertadores de 1994                                      |
| Brasil             |                |                                                                      |
| Clube              | Cidade         | Classificação                                                        |
| Cruzeiro           | Belo Horizonte | Campeão da Libertadores de 1976                                      |
| Flamengo           | Rio de Janeiro | Campeão da Libertadores de 1981                                      |
| Grêmio             | Porto Alegre   | Campeão da Libertadores de 1983 e 1995                               |
| Santos             | Santos         | Campeão da Libertadores de 1962 e 1963                               |
| São Paulo          | São Paulo      | Campeão da Libertadores de 1992 e 1993                               |
| Chile              |                |                                                                      |
| Clube              | Cidade         | Classificação                                                        |
| Colo-Colo          | Santiago       | Campeão da Libertadores de 1991                                      |
| Colômbia           |                |                                                                      |
| Clube              | Cidade         | Classificação                                                        |
| Atlético Nacional  | Medellín       | Campeão da Libertadores de 1989                                      |
| Paraguai           |                |                                                                      |
| Clube              | Cidade         | Classificação                                                        |
| Olimpia            | Assunção       | Campeão da Libertadores de 1979 e 1990                               |
| Uruguai            |                |                                                                      |
| Clube              | Cidade         | Classificação                                                        |
| Nacional           | Montevidéu     | Campeão da Libertadores de 1971, 1980 e 1988                         |
| Peñarol            | Montevidéu     | Campeão da Libertadores de 1960, 1961, 1966, 1982 e 1987             |

## Tabela

### Primeira fase
Jogos de ida
| 7 de setembro de 1995 | Olimpia    | 1 – 1 | Boca Juniors | Assunção (Paraguai)               |
|                       | Monzón (P) |       | Fabbri       | Árbitro: Antônio Pereira da Silva |

| 12 de setembro de 1995 | Cruzeiro | 1 – 0     | Colo-Colo | Mineirão, Belo Horizonte (MG) |
|                        | Belletti | Relatório |           | Árbitro: Javier Castrilli     |

| 13 de setembro de 1995 | São Paulo | 1 – 0 | Boca Juniors | Pacaembu, São Paulo (SP)   |
|                        | Caio 57'  |       |              | Árbitro: José Luis da Rosa |

| 13 de setembro de 1995 | Independiente | 1 – 1 | Santos      | La Doble Visera, Avellaneda (Argentina) |
|                        | Álvez 95'     |       | Jamelli 20' | Árbitro: Julio Matto                    |

| 13 de setembro de 1995 | Nacional                                  | 4 – 0 | Estudiantes | Centenario, Montevidéu (Uruguai) |
|                        | O'Neill · González · Lemos (P) · Canobbio |       |             | Árbitro: Mario Sánchez           |

| 14 de setembro de 1995 | Vélez Sársfield              | 2 – 3 | Flamengo                                         | José Amalfitani, Buenos Aires (Argentina) |
|                        | Trotta 24' (P) · Herrera 82' |       | Edmundo 72' · Sávio 89' (P) · Rodrigo Mendes 91' | Árbitro: Salvador Imperatore              |

| 14 de setembro de 1995 | Peñarol                  | 2 – 3 | River Plate                                 | Montevidéu (Uruguai)       |
|                        | Pacheco 41' · Romero 90' |       | Cedrés 59' · Francescoli 62' · Gallardo 72' | Árbitro: Epifanio González |

| 16 de setembro de 1995 | Argentinos Juniors | 1 – 3 | Atlético Nacional                | Miami (Estados Unidos)            |
|                        | Ferreyra           |       | Aristizábal · Mosquera · Álvarez | Árbitro: Wilson de Souza Mendonça |

| 20 de setembro de 1995 | Grêmio                                     | 3 – 1 | Racing    | Olímpico, Porto Alegre (RS)                    |
|                        | Adílson 65' · Jardel 66' · Paulo Nunes 79' |       | López 63' | Público: 5,604 pagantes Árbitro: Ubaldo Aquino |

| 26 de setembro de 1995 | Olimpia              | 1 – 2 | São Paulo               | Defensores del Chaco, Assunção (Paraguai) |
|                        | Gabriel González 46' |       | Caio 15' · Denílson 18' | Árbitro: Alfredo Rodas                    |

Jogos de volta
| 20 de setembro de 1995 | Boca Juniors | 1 – 2 | Olimpia                        | Buenos Aires (Argentina) |
|                        | Pico         |       | M. Sanabria · Gabriel González | Árbitro: Eduardo Gamboa  |

| 20 de setembro de 1995 | Estudiantes   | 2 – 2 | Nacional         | Jorge Luis Hirschi, La Plata (Argentina) |
|                        | Lemma · Romeo |       | Lemos · Canobbio | Árbitro: José Araújo de Oliveira         |

| 21 de setembro de 1995 | Colo-Colo | 0 – 0     | Cruzeiro | David Arellano, Santiago (Chile) |
|                        |           | Relatório |          | Árbitro: Francisco Lamolina      |

| 27 de setembro de 1995 | River Plate                  | 2 – 3 | Peñarol                                      | Buenos Aires (Argentina)          |
|                        | Francescoli 20' · Ortega 31' |       | Magallanes 10' · Romero 38' · Bengoechea 40' | Árbitro: Antônio Pereira da Silva |

|                                                                |     | Penalidades                                                               |  |
| Francescoli: Gallardo: Ortega: Amato: Rivarola: Díaz: Astrada: | 7–6 | Bengoechea: Pacheco: Rodríguez: Gutiérrez: Tais: Aguirregaray: Baltierra: |  |

| 3 de outubro de 1995 | Flamengo                                         | 3 – 0 | Vélez Sársfield | Parque do Sabiá, Uberlândia (MG) |
|                      | Pellegrino 6' (a.g.) · Edmundo 59' · Romário 82' |       |                 |                                  |

| 3 de outubro de 1995 | Atlético Nacional | 2 – 1 | Argentinos Juniors | Medellín (Côlombia)    |
|                      | Aristizábal       |       | Bennett            | Árbitro: Ángel Guevara |

| 4 de outubro de 1995 | Santos                 | 2 – 2 | Independiente     | Vila Belmiro, Santos (SP) |
|                      | Camanducaia · Giovanni |       | Mazzoni · Domizzi |                           |

|                                                        |     | Penalidades                                     |  |
| Gallo: Giovanni: Jamelli: Marquinhos Capixaba: Robert: | 2–3 | Burruchaga: Serrizuela: Arzeno: Garnero: Cagna: |  |

| 5 de outubro de 1995 | Racing                                 | 3 – 3 | Grêmio                             | José Amalfitani, Buenos Aires (Argentina) |
|                      | López 49' · Delgado 84' · Carrario 94' |       | Jardel 46' 75' · Viqueira 62' (GC) | Árbitro: Pablo Pena                       |

| 10 de outubro de 1995 | Boca Juniors       | 2 – 3 | São Paulo       | Buenos Aires (Argentina)     |
|                       | Márcico (P) · Pico |       | Amarildo · Caio | Árbitro: Eduardo Dluzniewski |

| 18 de outubro de 1995 | São Paulo | 0 – 3 | Olimpia                         | São Paulo (São Paulo) |
|                       |           |       | Gabriel González · Richard Báez |                       |

### Quartas-de-final
Jogos de ida
| 24 de outubro de 1995 | Cruzeiro | 0 – 1 | São Paulo | Mineirão, Belo Horizonte (MG)     |
|                       |          |       | Palhinha  | Árbitro: Wilson de Souza Mendonça |

* Partida encerrada aos dois minutos do segundo tempo, devido à inferioridade numérica do Cruzeiro. O clube ficou com apenas seis jogadores em campo: Rogério, Vanderci, Fabinho e Marcelo foram expulsos, enquanto que Luís Fernando saiu de campo por exaustão.
| 25 de outubro de 1995 | Nacional | 0 – 1 | Flamengo      | Centenario, Montevidéu (Uruguai) |
|                       |          |       | Sávio 22' (P) | Árbitro: Javier Castrilli        |

| 25 de outubro de 1995 | Atlético Nacional | 1 – 0 | Independiente | Medellín (Colômbia)                |
|                       | Mosquera          |       |               | Árbitro: Márcio Rezende de Freitas |

| 25 de outubro de 1995 | Grêmio                 | 2 – 1 | River Plate | Porto Alegre (RS)            |
|                       | Jardel · Carlos Miguel |       | Francescoli | Árbitro: Salvador Imperatore |

Jogos de volta
| 1º de novembro de 1995 | São Paulo | 0 – 1 | Cruzeiro  | Pacaembu, São Paulo (São Paulo)                |
|                        |           |       | Dinei 58' | Público: 4,680 pagantes Árbitro: Félix Benegas |

|                             |     | Penalidades                                       |  |
| Alemão: Bordon: André Luiz: | 1–4 | Nonato: Paulinho McLaren: Alberto: Gélson Baresi: |  |

| 1º de novembro de 1995 | Flamengo      | 1 – 0 | Nacional | Rio de Janeiro (RJ)        |
|                        | Kanapkis (GC) |       |          | Árbitro: Epifanio González |

| 1º de novembro de 1995 | Independiente | 2 – 0 | Atlético Nacional | Avellaneda (Argentina)  |
|                        | Gustavo López |       |                   | Árbitro: Eduardo Gamboa |

| 1º de novembro de 1995 | River Plate               | 3 – 2 | Grêmio                     | Buenos Aires (Argentina) |
|                        | Celso Ayala · Francescoli |       | Arílson · Celso Ayala (GC) | Árbitro: Julio Matto     |

|                                             |     | Penalidades                      |  |
| Francescoli: Gallardo: Ortega: Hernán Díaz: | 4–2 | Dinho: Arílson: Emerson: Goiano: |  |

### Semifinais
Jogos de ida
| 15 de novembro de 1995 | Independiente | 2 – 2 | River Plate | Avellaneda (Argentina)  |
|                        | Mazzoni       |       | Francescoli | Árbitro: Roberto Ruscio |

| 15 de novembro de 1995 | Cruzeiro | 0 – 1 | Flamengo     | Mineirão, Belo Horizonte (MG) |
|                        |          |       | Ronaldão 34' | Árbitro: Jorge Nieves         |

Jogos de volta
| 22 de novembro de 1995 | River Plate | 0 – 0 | Independiente | Buenos Aires (Argentina)  |
|                        |             |       |               | Árbitro: Javier Castrilli |

|                             |     | Penalidades                                    |  |
| Francescoli: Ortega: Amato: | 1–4 | Gustavo López: Burruchaga: Serrizuela: Bustos: |  |

| 23 de novembro de 1995 | Flamengo                                            | 3 – 1 | Cruzeiro     | Maracanã, Rio de Janeiro (RJ) |
|                        | Aloísio 19' · Márcio Costa 38' · Rodrigo Mendes 65' |       | Belletti 45' | Árbitro: Óscar Ruiz           |

### Finais
1° jogo
| 29 de novembro de 1995 | Independiente             | 2 – 0 | Flamengo | La Doble Visera, Avellaneda (Argentina) |
|                        | Mazzoni 38' · Domizzi 72' |       |          | Árbitro: Salvador Imperatore            |

| Independiente | Flamengo |

| INDEPENDIENTE:     |    |                  |                               |    |
|                    |    |                  |                               |    |
| G                  | 1  | Mondragón        |                               |    |
| LD                 | 3  | Néstor Clausen   |                               |    |
| Z                  | 2  | Rotchen          |                               |    |
| Z                  | 16 | Serrizuela       | Penalizado com cartão amarelo |    |
| LE                 | 15 | Bustos           |                               |    |
| V                  | 5  | Cagna            |                               | a' |
| V                  | 21 | Molina           |                               |    |
| M                  | 20 | Álvez            |                               | b' |
| M                  | 24 | Cristian Domizzi |                               |    |
| A                  | 7  | Gustavo López    |                               |    |
| A                  | 9  | Javier Mazzoni   |                               |    |
| Substituição:      |    |                  |                               |    |
| V                  | 5  | Roberto Acuña    |                               | a' |
| M                  | 16 | Jorge Burruchaga |                               | b' |
| Treinador:         |    |                  |                               |    |
| Miguel Ángel López |    |                  |                               |    |

| FLAMENGO:            |    |              |  |    |
|                      |    |              |  |    |
| G                    | 1  | Paulo César  |  |    |
| LD                   | 2  | Fabiano      |  |    |
| Z                    | 3  | Cláudio      |  |    |
| Z                    | 4  | Ronaldão     |  |    |
| LE                   | 6  | Lira         |  |    |
| V                    | 16 | Márcio Costa |  |    |
| V                    | 8  | Marquinhos   |  |    |
| M                    | 9  | Djair        |  |    |
| M                    | 19 | Nélio        |  | b' |
| A                    | 11 | Romário      |  |    |
| A                    | 10 | Sávio        |  | a' |
| Substituição:        |    |              |  |    |
| A                    | 15 | Uéslei       |  | a' |
| V                    | 5  | Pingo        |  | b' |
| Treinador:           |    |              |  |    |
| Washington Rodrigues |    |              |  |    |

2° jogo
| 6 de dezembro de 1995 | Flamengo    | 1 – 0 | Independiente | Maracanã, Rio de Janeiro (RJ)               |
|                       | Romário 62' |       |               | Público: 105,000 Árbitro: Epifanio González |

| Flamengo | Independiente |

| FLAMENGO:            |    |                |                               |  |     |
|                      |    |                |                               |  |     |
| G                    | 1  | Paulo César    |                               |  |     |
| Z                    | 3  | Cláudio        |                               |  | 45' |
| Z                    | 4  | Ronaldão       |                               |  |     |
| LE                   | 6  | Lira           |                               |  |     |
| V                    | 8  | Marquinhos     |                               |  |     |
| V                    | 16 | Márcio Costa   |                               |  |     |
| M                    | 19 | Nélio          | 63'                           |  |     |
| M                    | 9  | Djair          | Penalizado com cartão amarelo |  |     |
| M                    | 17 | Rodrigo Mendes | Penalizado com cartão amarelo |  | 76' |
| A                    | 11 | Romário        |                               |  |     |
| A                    | 10 | Sávio          |                               |  |     |
| Substituição:        |    |                |                               |  |     |
| A                    | 18 | Aloísio        |                               |  | 45' |
| A                    | 15 | Uéslei         |                               |  | 76' |
| Treinador:           |    |                |                               |  |     |
| Washington Rodrigues |    |                |                               |  |     |

| INDEPENDIENTE:     |    |                     |                               |     |
|                    |    |                     |                               |     |
| G                  | 1  | Faryd Mondragón     | Penalizado com cartão amarelo |     |
| LD                 | 17 | Néstor Clausen      | Penalizado com cartão amarelo |     |
| Z                  | 2  | Pablo Rotchen       |                               |     |
| Z                  | 15 | Carlos Bustos       |                               |     |
| LE                 | 24 | Cristian Domizzi    | 63'                           |     |
| V                  | 6  | José Serrizuela     | Penalizado com cartão amarelo |     |
| M                  | 22 | Roberto Nuno Molina |                               |     |
| M                  | 8  | Diego Cagna         |                               |     |
| A                  | 7  | Gustavo López       | Penalizado com cartão amarelo | 81' |
| A                  | 20 | Gabriel Álvez       |                               | 65' |
| A                  | 9  | Javier Mazzoni      | Penalizado com cartão amarelo |     |
| Substitutes:       |    |                     |                               |     |
| Z                  | 23 | Marcelo Kobistyj    |                               | 65' |
| M                  | 16 | Jorge Burruchaga    |                               | 81' |
| Manager:           |    |                     |                               |     |
| Miguel Ángel López |    |                     |                               |     |